# Pedicularis mussotii
Pedicularis mussotii är en snyltrotsväxtart som beskrevs av Adrien René Franchet. Pedicularis mussotii ingår i släktet spiror, och familjen snyltrotsväxter.

## Underarter
Arten delas in i följande underarter:
- P. m. lophocentra
- P. m. mutata